# Алёшин, Сергей Никифорович
Сергей Никифорович Алёшин (18 сентября 1913, Кабардино-Балкария — 9 июля 1975, Москва) — советский военный инженер, инженер-полковник, начальник Ангарского управления строительства № 16 МСМ СССР. Герой Социалистического Труда. Заслуженный строитель РСФСР.

## Биография
Родился в 1913 году в Кабардино-Балкарской Республике в семье рабочего. Окончил Новочеркасский индустриальный институт.
В 1942 году участвовал в строительстве Нижнетагильского металлургического комбината.
В должности главного механика Сергей Никифорович начал работать в Ангарском управлении строительства, возводившем город Ангарск. Впоследствии Алешин стал начальником строительства города, за успехи в строительстве которого ему было присвоено звание Героя Социалистического Труда. Сергей Никифорович разработал и внедрил при строительстве панельные домов новые строительные технологии, за что был награждён Большой Серебряной медалью ВДНХ.
Умер 9 июля 1975 года. Похоронен на Химкинском кладбище в Москве.

## Награды
- Медаль «Серп и Молот»[2]
- Большая Серебряная Медаль ВДНХ[1]